# ایرانیان سوئد
ایرانیان سوئد (به سوئدی: Personer i Sverige födda i Iran) گروه قومیتی هستند، دارای ملیتی ایرانی یا ایرانی‌زاده‌ای که در کشور سوئد زندگی می‌کنند. منابع کشور سوئد جمعیت ایرانیان و ایرانی‌تباران سوئد را در سال ۲۰۱۲ میلادی ۹۲٬۴۲۸ نفر شمارش کرده‌است. همچنین حدود ۶۳٬۸۲۸ نفر از اتباع ایرانی دورگه و ۲۸٬۶۰۰ نفر دارای حداقل یکی از والدینشان ایرانی است. که اکثر ایرانیان و ایرانی‌تباران در شهرهای مالمو، استکهلم و یوتبری سکونت دارد. همچنین در یک برهه تاریخی تعدادی از قبایل بلوچ به سوئد مهاجرت کردند که حدود ۴۰۰۰ هزار نفر برآورد می شوند.

## ایرانیان سرشناس در سوئد
- اشک دالن، محقق، زبان شناس، مترجم

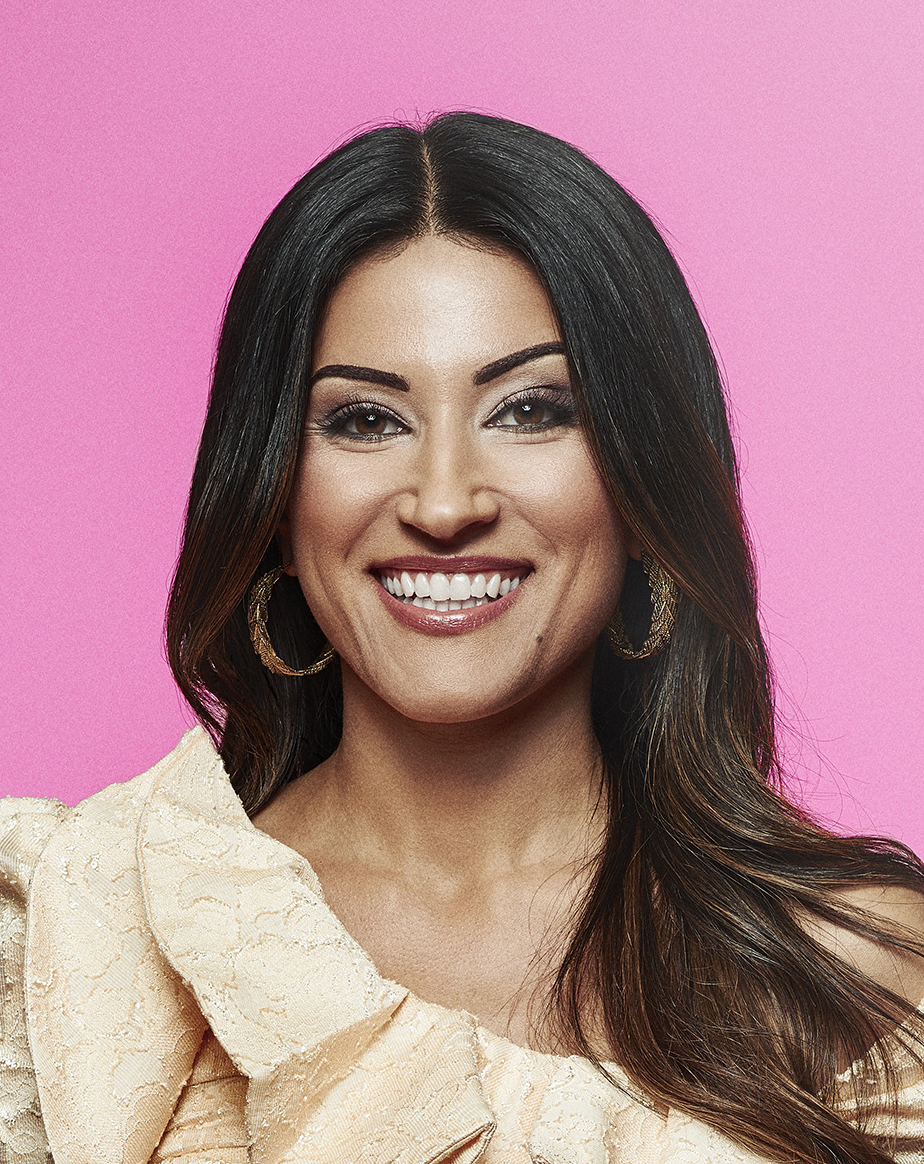
نیکی امینی کارآفرین ایرانی الاصل سوئدی، ژوئن ۲۰۱۸‏

- اردلان شکرآبی،وزیر اداره عمومی سوئد
- سارا زاهدی، ریاضیدان و برنده جایزه انجمن ریاضیات اروپا
- پویا اسبقی، مربی فوتبال
- حنیف بالی، نماینده مجلس و عضوی از حزب میانه‌رو
- مانا آقایی، شاعر و نویسنده
- سوسن تسلیمی، بازیگر
- رها اعتمادی، ترانه سرا و مجری
- مینو اختر زند، استاندار یونشوپینگ
- علی آریان، کارآفرین مالکیت تجاری
- ویلیام آتشکده، فوتبالیست حرفه‌ای
- فرزان اطهری، مدل مد
- علیرضا صارمی، خواننده (شناخته شده برای برنده شدن در استیج در سال ۲۰۱۷)
- علی اثباتی، سیاستمدار
- جاسمین کارا، خواننده و ترانه‌سرا
- آرش بیات، فوتبالیست
- امین نظری، فوتبالیست
- رضا خلیلی دیلامی، سیاستمدار
- آرش لباف، هنرمند فوق مشهور
- کامرون کارتیو، خواننده
- محمد فضل هاشمی، استاد تاریخچه ایده‌ها،دانشگاه اومئو
- آزیتا قهرمان، شاعر، مترجم، نویسنده، عضو انجمن جهانی قلم
- سامان قدوس، فوتبالیست بین‌المللی
- لینا لئاندرشون، بازیگر
- جنت لئون، خواننده
- حمید خراسانی، مبارز یواف‌سی
- زینت پریزاده، کمدین
- رضا مددی، مبارز حرفه‌ای MMA
- تریتا پارسی، بنیان‌گذار و رئیس شورای ملی ایرانیان آمریکا
- لاله پورکریم، خواننده و ترانه‌سرا
- شری نوروزی، خواننده
- بابک نجفی، کارگردان فیلم، فیلمنامه‌نویس و فیلمبردار
- دانیال رحیمی، بازیکن حرفه‌ای هاکی روی یخ
- بهرنگ صفری، فوتبالیست سوئدی بین‌المللی
- ایلیا سلمان‌زاده، آهنگساز
- فرشاد سایلنت یوتیوبر ایرانی مقیم سوئد
- آرش پورنوری، تهیه کننده موسیقی
- بهرام نورایی ، رپر ایرانی

- ایرج مصداقی فعال سیاسی